# Ashantee Medal
La Ashantee Medal era una medaglia di campagna militare inglese coniata per ricompensare quanti avessero partecipato alla Terza guerra anglo-ashanti tra il 1873 ed il 1874.

## Barrette
COOMASSIE: concessa a quanti furono presenti ad Amoaful ed alla presa della capitale, o a quanti protessero le linee di comunicazione a nord del fiume Prah

## Descrizione
La medaglia è costituita da un disco d'argento sul quale è raffigurata sul diritto l'effigie dell'anziana regina Vittoria d'Inghilterra rivolta verso sinistra, velata e corredata dal titolo VICTORIA REGINA ET IMPERATRIX in latino. Sul retro la medaglia riporta una scena di combattimento nella foresta tra inglesi e ashanti.
Il nastro era giallo con una striscia nera per parte e tre piccole strisce in centro.